# Dobsonia minor
Dobsonia minor — вид рукокрилих, родини Криланових.

## Середовище проживання
Країни поширення: Індонезія, Папуа Нова Гвінея — острів Нова Гвінея, крім гористих областей, а також о. Япен, Індонезія. Мешкає в первинних і вторинних лісах, болотних лісах і садах. Мешкає в сідалах поодинці або невеликими групами, зазвичай в лісовому підліску.

## Стиль життя
Вид плодоїдний. Самиці народжують одне дитинчати в рік.

## Загрози та охорона
Як видається, немає серйозних загроз для цього виду. Він проживає в ряді охоронних районів.